# 棟居刑事シリーズ
『棟居刑事シリーズ』（むねすえけいじシリーズ）は、森村誠一の推理小説のシリーズ。

## 概要
警視庁捜査一課那須班に所属する、棟居弘一良刑事を主人公にした刑事小説シリーズで、中には森村誠一の推理小説の中で、棟居刑事に次いで有名な警視庁新宿西署刑事課に所属する、牛尾正直刑事が登場し、棟居刑事と牛尾刑事が合同捜査する作品もある（2014年2月発売　講談社『祈りの証明　3.11の軌跡』等）。
また、棟居刑事が初登場するシリーズ第1作目である『人間の証明』については別ページ参照のこと。

## テレビドラマ
たびたびドラマ化がされている。なお、シリーズ第1作目である『人間の証明』もたびたび映像化されているが、「棟居刑事シリーズ」と『人間の証明』の両方で棟居刑事を演じた人物は存在しない。
- 佐藤浩市版（テレビ朝日・東宝版 / 1996年 - 2000年）
- 中村雅俊版（TBS・G・カンパニー版 / 2001年 - 2004年）
- 東山紀之版（テレビ朝日・東宝版 / 2005年 - 2019年）

### 佐藤浩市版
1996年から2000年までテレビ朝日系「土曜ワイド劇場」で放送されたシリーズ。全5回。主演は佐藤浩市。

#### キャスト（佐藤浩市版）

##### 警視庁捜査一課
棟居弘一良
演 - 佐藤浩市
刑事。階級は警部補。
吉本
演 - 甲本雅裕（第1作 - 第4作）
刑事。
石井
演 - 真鍋尚晃
刑事。
与田勇平
演 - 児玉頼信（第1作 - 第3作）
係長。
国武利一郎
演 - 浜田晃（第1作 - 第3作）
捜査一課長。
横渡武
演 - 地井武男（第1作・第2作）
刑事。階級は警部補。

##### その他（佐藤浩市版）
本宮桐子（第1作 - 第4作） → 棟居桐子（第5作）
演 - 水野真紀
棟居の恋人で陶芸家。春枝に良く似た女性。第4作で棟居から婚約指輪を受け取り、第5作では妻になっている。
棟居春枝
演 - 水野真紀（二役 / 第1作・第4作）（学生時代：笹原好子〈第4作〉）
棟居の亡妻。
棟居桜
演 - 野村知沙（第1作）
棟居の亡娘。

##### ゲスト（佐藤浩市版）
第1作「棟居刑事のラブアフェア」（1996年）
- 松葉絵里子（本宮桐子の友人） - 石野陽子
- 鮫島邦夫（自称フリーライター） - 羽場裕一
- 島崎（刑事） - 掛田誠
- 野村（刑事） - 久保田圭一
- 山田（刑事） - 河田義一
- 小滝友弘（強盗犯） - 諏訪太朗
- 金田（金貸し） - 久保晶
- 矢代昭（料亭「加賀」大将） - 松澤一之
- 瀬川幹彦（経営コンサルタント） - モト冬樹

第2作「棟居刑事の復讐」（1996年）
- 大江雅弘（水墨画家・佳子の婚約者） - 薬丸裕英
- 横渡瑞恵（横渡武の娘） - 山本麻生
- 藤枝佳子（藤枝の娘） - 大竹一重
- 加古川（刑事） - 藤堂新二
- 写真館の主人 - 牧口元美
- 医師 - 関川慎二
- 武庫川 - 村野友美
- 蔵本角吉（そば屋店主） - 砂塚秀夫
- 湯沢つた子 - 花原照子
- 朝田織江（バー「おりえ」ママ） - 川口節子
- 医師 - 後藤修
- 新井和也 - 吉良浩一
- 湯沢元太（つた子の息子） - 仁科貴
- マザー・パトリシア - 萬代峰子
- 藤枝是明（代議士・次期総裁候補） - すまけい

第3作「棟居刑事の情熱」（1997年）
- 水原智彦（良江の恋人・有吉の助手） - 坂上忍
- 貝塚良江（クラブ「扇」ホステス・本宮桐子の高校時代の同級生） - 杉本彩
- 伊村武史（本宮の部下） - 冨家規政
- 亀山鬼一（青年実業家） - 寺島進
- みね（本宮家のお手伝い） - 大方斐紗子
- 松家（刑事） - 妹尾洸
- 有吉達志（帝都工業大学 教授） - 小野寺昭
- 明石文吾（刑事） - 村野武範
- 本宮恒夫（本宮桐子の父・北日本鉄道 重役） - 竜雷太

第4作「棟居刑事の複合遺恨」（1998年）
- 芳賀明彦（芳賀の息子・秘書） - 梨本謙次郎
- 角谷律雄（銀行員） - 尾美としのり
- 古田純一 - 阿部裕（中学生：山口将司）
- 有馬五郎平（元巡査） - 金井大
- きね（古田の祖母） - 進藤幸
- 小柳あき子（大杉記念文化会館 館長） - 和泉ちぬ
- 野辺山シズ（アパート管理人） - 山口詩史
- 山梨県警牧山警察署 刑事 - 玉川長太
- 刑事 - 沢木祐介
- 江波戸大五（刑事） - 真名古敬二
- 平松（課長） - 真実一路
- 増成（八王子警察署 刑事） - 住若博之
- 池亀（八王子警察署 刑事） - 浅見小四郎
- 森川今日子（クラブのママ・元教師・古田の初恋相手） - 深浦加奈子
- 芳賀憲明（新民党幹事長） - 草薙幸二郎
- 笠原弓子（古田の元妻・教師） - 川上麻衣子

第5作「棟居刑事の黙示録」（2000年）
- 重光ゆかり（珠代の娘・中学生） - 前田亜季
- 西村（警視庁捜査一課 刑事） - 木下政治
- 三上（警視庁捜査一課 刑事） - 住若博之
- 川辺（警視庁捜査一課 刑事） - 樋渡真司
- 杉山（警視庁渋谷警察署 刑事） - 大森ヒロシ
- 箱田真貴枝（箱田の孫娘・ゆかりをいじめる主犯格） - 中村麻希子
- 城山（警視庁世田谷警察署 刑事） - 若松俊秀
- 木佐（警視庁世田谷警察署 刑事） - 戸井勝海
- 谷口（山梨県警察 刑事） - 石沢徹
- 菅原（警視庁渋谷警察署 刑事） - 岡本信人
- 中田美鈴（大友の秘書・大友の愛人のひとり） - 康本美紀
- 谷岡マユミ（クラブ「ツカサ」ホステス・大友の愛人のひとり） - 伊藤奈穂
- アスレチックドッグクラブ 店員 - 石塚義之
- 宮沢尚美（雑誌編集者・大友の愛人のひとり） - 風祭ゆき
- 鵜飼奈美恵（鵜飼の後妻） - 斉藤絵里
- 鵜飼輝久（経財連 会長） - 中野誠也
- 箱田伝蔵（箱田組 組長） - 石田太郎
- 大友勇介（政界タイムズ社 社長） - 安西一義
- 喫茶店マスター - つじしんめい
- タクシードライバー - 田口主将
- 重光珠代（クラブ「ツカサ」ママ） - 麻丘めぐみ
- 居駒隆之（民由党 幹事長） - 目黒祐樹

#### スタッフ（佐藤浩市版）
- 原作 - 森村誠一
- 脚本 - 長坂秀佳
- 監督（演出） - 星田良子（共同テレビ / 第1作・第2作）、松原信吾（第3作 - ）
- 技術協力 - 映広
- 企画協力 - 角川書店
- プロデューサー - 小関明（テレビ朝日）、高橋浩太郎（テレビ朝日）、津島平吉（東宝）、塚田泰浩（東宝）、砂原博泰（東宝）
- 制作 - テレビ朝日、東宝

#### 放送日程（佐藤浩市版）
| 話数 | 放送日         | サブタイトル           | 監督     | 視聴率 |
| ---- | -------------- | ---------------------- | -------- | ------ |
| 1    | 1996年03月30日 | 棟居刑事のラブアフェア | 星田良子 | 12.7%  |
| 2    | 11月16日       | 棟居刑事の復讐         | 星田良子 | 12.8%  |
| 3    | 1997年03月08日 | 棟居刑事の情熱         | 松原信吾 | 18.7%  |
| 4    | 1998年09月12日 | 棟居刑事の複合遺恨     | 松原信吾 | 18.0%  |
| 5    | 2000年11月18日 | 棟居刑事の黙示録       | 松原信吾 | 16.9%  |

- 視聴率はビデオリサーチ調べ、関東地区・世帯

### 中村雅俊版
2001年から2004年までTBS系「月曜ミステリー劇場」で放送されたシリーズ。全4回。主演は中村雅俊。

#### キャスト（中村雅俊版）

##### 警視庁捜査一課 那須班
棟居弘一良
演 - 中村雅俊
刑事。階級は警部補。
瀬川明美
演 - 雛形あきこ（第1作・第2作）
刑事。棟居の部下。
日下真里子
演 - 華原朋美（第3作・第4作）
刑事。棟居の部下。第4作で別の班に異動となる。
高瀬
演 - 浅見小四郎
刑事。
栗本
演 - 樋口浩二
刑事。
館野
演 - 朝倉伸二（第1作）
刑事。
山路忠広
演 - 石丸謙二郎
刑事。階級は巡査部長（第4作では部長刑事）。
那須英三
演 - 竜雷太
階級は警視正。棟居の上司。

##### その他（中村雅俊版）
本宮桐子
演 - 床嶋佳子
棟居の亡妻の妹。
棟居由香里
演 - 床嶋佳子（二役 / 第1作）
棟居の亡妻。
棟居弘美
演 - 金子来愛（第1作）
棟居の亡娘。
本宮敦子
演 - 朝丘雪路（第4作）
本宮桐子の母で棟居の義母。

##### ゲスト（中村雅俊版）
第1作「花の狩人」（2001年）
- 勢家陽一（美奈子の夫で婿養子・勢家物産 秘書室長・旧姓「田所」） - 羽場裕一
- 勢家美奈子（源一郎の一人娘・ヴァイオリニスト） - 原久美子
- 諸橋謙治（里子の婚約者・インターネット販売「モロネット」社長） - 小沢和義
- 浅羽里子（陽一の愛人・料亭「くら満」仲居） - 片岡礼子
- 水島（警部補） - 中根徹
- 柴田（聖南女子高等学校 音楽部 教諭） - 大島蓉子
- 坂崎洋子（坂崎の妻） - 橘雪子
- 坂崎（16年前 歩道橋から転落死） - 岡田勝
- 小西（聖南女子高等学校 校長） - 浅沼晋平
- 料亭「くら満」女将 - 星野晶子
- 鑑識課員 - 三田村周三
- 勢家源一郎（勢家物産 社長） - 穂積隆信

第2作「高層の死角」（2003年）
- 江上雅衣（GMB銀行 投資営業部長） - 戸田恵子
- 長尾龍一（よつば銀行 頭取） - 黒部進
- 加納幸江（ホステス） - 濱田のり子
- 寺西（日比谷警察署 警部補） - 小林すすむ
- 須永（ホテルフロント） - 吉満涼太
- 水島（刑事） - 橋本和人
- 中村（刑事） - 西岡竜一朗
- 住職 - 守田比呂也
- 佐々木光二（よつば銀行 副頭取） - 伏見哲夫
- 吉野 - 中上ちか
- 倉田（「パレスサイドホテル」支配人） - 須永慶
- 清水 - 森山米次
- 児玉（刑事） - 田中智也
- 倉内輝男（よつば銀行 専務） - 山崎満
- 野中昭彦（よつば銀行 専務） - 中山克己
- 店員 - 鈴木美佳
- 鑑識 - 景山仁美
- 河原寛三 - 井上博一
- 有坂冬樹（よつば銀行 会長秘書） - 志村東吾
- 久住政之助（よつば銀行 会長） - 石田太郎

第3作「追跡」（2004年）
- 田島あぐ（未亡人） - 根岸季衣
- 石野久美子（田島の友人） - 内田春菊
- 松川忠志（住宅販売会社社員） - 中根徹
- 末永英雄（久美子の息子） - 趙珉和
- 門脇昌子（門脇の妻） - 匠ひびき
- 門脇茂樹（警備会社社員・元刑事） - 平田満

第4作「復讐」（2004年）
- 大江雅弘（画家・本名「瀬田幸一」） - 池内万作（少年期：井口雄太）
- 桂由里子 - 高橋美穂（幼少期：田中明）
- 嶋村（雑司ヶ谷警察署 刑事） - 古本新之輔
- 藤枝勢津子 - 澤井孝子
- 藤枝佳子（是明と勢津子の娘・大江の婚約者） - 尾道凛
- 落合（警視庁捜査一課 落合班 班長・警視） - 河野洋一郎
- 守谷（警視庁捜査一課 落合班 刑事） - 佐野圭亮
- 藤枝是明（藤枝興産 社長・婿養子・旧姓「松井」） - 鶴田忍
- 椎名織江（スナック「くろねこ」ママ・覚醒剤取締法違反の前科者・是明の元内縁の妻） - 風祭ゆき
- パトリシア（聖和愛児園 園長） - 山口美也子
- 武庫川乱魚（画家） - ミッキー・カーチス

#### スタッフ（中村雅俊版）
- 原作 - 森村誠一
- 脚本 - 佐伯俊道
- 監督 - 水谷俊之
- 企画協力 - 角川書店
- プロデューサー - 見留多佳城（G・カンパニー）、元信克則（G・カンパニー）
- 制作 - TBS、G・カンパニー

#### 放送日程（中村雅俊版）
| 話数 | 放送日         | サブタイトル | 原作                   | 視聴率 |
| ---- | -------------- | ------------ | ---------------------- | ------ |
| 1    | 2001年12月03日 | 花の狩人     | 「棟居刑事の花の狩人」 | 16.2%  |
| 2    | 2003年04月21日 | 高層の死角   | 「高層の死角」         | 16.9%  |
| 3    | 2004年03月08日 | 追跡         | 「棟居刑事の追跡」     | 13.7%  |
| 4    | 12月20日       | 復讐         | 「棟居刑事の復讐」     | 11.6%  |

- 視聴率はビデオリサーチ調べ、関東地区・世帯

### 東山紀之版
『森村誠一の棟居刑事』は、2005年から2019年までテレビ朝日系で放送されていたシリーズ。主演は東山紀之。
放送枠は（『土曜プライム』の一企画扱いに降格前の）『土曜ワイド劇場』（第1作 - 第8作）、『土曜プライム・土曜ワイド劇場』（第9作）、『ミステリースペシャル』（第10作）、『日曜プライム』（第11作）。
2022年、テレビ朝日は年内一杯で不定期で放送されていた2時間サスペンスドラマ自体の放送を打ち切る事を発表、本作品の今後については未定だったが結局は制作及び放送されず、また主演の東山紀之が2023年9月5日をもってSMILE-UP（旧ジャニーズ事務所）の社長に就任し並行している芸能活動を2023年末に終了したためと原作者である森村誠一が2017年をもって小説家としての活動を終了し、6年後の2023年7月24日に他界、制作終了となった。 

#### キャスト（東山紀之版）

##### 警視庁刑事部捜査第一課殺人犯捜査第一係 那須班
棟居弘一良
演 - 東山紀之（少年隊）
階級は警部補。
朝倉
演 - 宮本大誠（第10作）、小林健（第11作）
刑事。
西島
演 - 小久保寿人（第10作）、内藤聖羽（第11作）
刑事。
神林武人
演 - きたろう（第2作 - ）
階級は警部補。
那須亮輔
演 - 森本レオ
係長。階級は警部。

##### その他（東山紀之版）
神林一子
演 - 貫地谷しほり（第4作 - ）
神林武人の娘。美大生。棟居はサイクリングやジョギング仲間。第5作は画廊「gallery EGAMI」のアルバイト、第9作は文宝出版で働いている。

##### ゲスト（東山紀之版）
第1作「棟居刑事の捜査ファイル・ガラスの恋人」（2005年）
- 水城春菜（警視庁捜査一課 警部補） - 内山理名
- 立橋忠雄（新宿西警察署 刑事・棟居弘一良の後輩） - 遠藤章造
- 真辺清美（立橋の婚約者） - 伊藤裕子
- 水城敬一（春菜の父・新宿西警察署 署長） - 田山涼成
- 水城綾子 - 結城しのぶ
- 山野邦臣 - ベンガル
- 西脇紀夫 - 佐戸井けん太
- 石井正也 - 徳井優
- 真辺隆志（清美の兄・元暴力団幹部・故人） - 四方堂亘
- 中森光夫（代議士） - 樋渡真司
- 中森房江（中森の妻） - 和泉ちぬ
- 永岡照代 - 大島蓉子
- 橋本康夫 - 深沢敦
- 小島恵理 - 吉野きみか
- 勝本吾郎 - 政岡泰志
- 村田佐代子 - 栗田よう子
- 藤田（技官） - 谷本一

第2作「棟居刑事の純白の証明」（2007年）
- 塩山彩香（塩山の娘・新聞記者） - 佐藤仁美
- 竹内織江（クラブ「織江」ママ） - 国生さゆり
- 本庄悠太（警視庁捜査一課 刑事） - 長谷川朝晴
- 南野真紗美（南野の娘・三浦秀男の恋人） - 橘実里
- 貝島達彦（警視庁捜査二課 警部） - 中根徹
- 福沢喬（国土経済省 管理施設部 課長・塩山の直属の上司） - 飯田基祐
- 大杉登 - 遠山俊也
- 南野英樹（国土経済省 大臣） - 石山輝夫
- 熊井泰夫（松本西警察署 刑事） - 上田耕一
- 香川富士雄（三桐産業 専務・国土経済省OB） - 岡本富士太
- 秋葉清志（ホテル「白樺荘」スタッフ） - 有川博
- 小峰静代（高校山岳部講師だった小峰正巳の妻） - 柳川慶子
- 田村由紀（クラブ「織江」ホステス） - 村井美樹
- 宝石店店員 - 寺田千穂
- 赤坂北警察署 署員 - 内田健介
- 国土経済省 職員 - 赤間浩一、石山博士、三原伊織奈
- 北岡雅信（三桐産業 社長・30年前の山登り遭難事故の登攀メンバー） - 小野寺昭（若き日：阿部朋矢）
- 新聞記者 - 住若博之
- 三桐産業 守衛 - 竹本純平
- 野崎重明（織江の父・30年前の1976年7月30日 山登り遭難事故で死亡） - 大橋寛展
- 三浦正春（秀男の父・30年前の1976年7月30日 山登り遭難事故で死亡） - 富永研司
- 指導員 - 岸本光正
- 北岡の秘書 - 太田美恵
- 塩山と同じ俳句の会会員 - 名倉右喬
- 三浦秀男（国土経済省 総務部 課長・福沢のライバル） - 吹越満
- 塩山喜一（国土経済省 管理施設部 課長補佐・30年前の山登り遭難事故の登攀メンバー） - 高田純次（若き日：荒井隆人）

第3作「棟居刑事の青春の雲海」（2008年）
- 矢吹勢津子（正輝の妻・老舗「青華堂書店」社長代理） - とよた真帆
- 土方美香（推理作家） - 国分佐智子
- 湯沢ひろこ（フリープロデューサー） - 小沢真珠
- 星住貴子（正輝の元秘書） - 宮本真希
- 矢吹正輝（青華堂書店 社長・1か月前に木曽駒ヶ岳に登ると言ったまま消息不明） - 冨家規政
- 七条百合子（前科三犯・「幸せの家」出身者） - 江口ナオ（少女期：木村真那月）
- 増富つる（元金融業・8年前死亡） - 吉村実子
- 牛腸正道（元刑事・8年前の強盗殺人事件を担当） - 二瓶鮫一
- トモ（つるの友人・駄菓子屋「すずめ堂」主人） - 大方斐紗子
- 星住幸治（貴子の兄・8年前の強盗殺人事件の犯人のひとり） - 草薙仁
- 矢吹寿増恵（正輝の母・青華堂書店 会長） - 稲野和子
- 兵庫県警出石警察署 刑事 - 谷川昭一朗
- 水島（刑事） - 小梶直人
- 井上（刑事） - 橋沢進一
- 刑事 - 野元学二
- みずきなつき（家出少女） - 高橋みなみ
- 深川知美（つるの孫・ブティック店員・8年前の強盗殺人事件の目撃者） - 松永かなみ
- マンション管理人 - 羽室満
- 警官 - 井上幸太郎
- 書店の店員 - 前原絵理
- 矢吹恵太（正輝と勢津子の息子） - 大島璃生

第4作「棟居刑事の黙示録」（2009年）
- 重光珠代（クラブ「友愛」ママ） - 奥貫薫
- 重光ゆかり（珠代の娘・中学生） - 金澤美穂
- 居駒隆之（国友党 幹事長） - 升毅
- 宮沢尚美（フリーライター） - 大家由祐子
- 野島（刑事） - 伊嵜充則
- 城山（刑事） - 戸田昌宏
- 箱田真貴枝（箱田の孫娘・ゆかりをいじめる主犯格） - 渡辺けあき
- 鵜飼奈美恵（鵜飼の後妻） - 渚あき
- 大友勇介（出版社社長） - 大村波彦
- 菅原（刑事） - 谷藤太
- 中田美鈴（大友の秘書） - 松下恵
- 谷岡マユミ（クラブ「友愛」ホステス） - 幸田恵里
- 浜田（刑事） - 南周平
- 真貴枝の取り巻き - 梶尾舞、舞里栞、宮城有沙
- 箱田伝蔵（元ヤクザの親分） - 山田吾一
- 鵜飼輝久（日本経済連 会長） - 津嘉山正種
- 木佐（刑事） - 岩本靖輝
- 風祭舞子（ニューハーフ） - 道明寺まり
- 刑事 - 古川康

第5作「背徳の詩集」（2011年）
- 北里絵梨子（マツブホールディングス 社長秘書） - 原沙知絵
- 山名冬美（山名の娘） - 上原美佐
- 江上康子（画廊「gallery EGAMI」オーナー・「青葉山マンション」401号室の入居者） - 濱田万葉（幼少期：飯村海音）
- 渡瀬克己（マツブホールディングス 新入社員・プレイボーイで絵梨子と康子の恋人） - 窪塚俊介
- 大谷和成（「青葉山マンション」601号室の入居者） - 川端槇二
- 今西（刑事） - 石田登星
- 中嶋（刑事） - 尾崎右宗
- 武藤（山梨県警察 警部） - 戸井田稔
- 福本（「青葉山マンション」管理人） - 坂部文昭
- 国村（青葉山総合病院 医師） - 加門良
- 清水アキ子（ペットショップ店員） - 栗田桃子
- 松川武一（マツブホールディングス 会長） - 勝部演之
- 山名孝輔（マツブホールディングス 社長） - 中原丈雄
- 足立（刑事） - 平尾仁
- 川口（山梨県警察 刑事） - 宮沢天
- ペットショップ店員 - 櫂作真帆
- 江上陽一（康子の父・25年前の「世田谷質店夫婦殺し」被害者） - 本田剛司
- 江上浩子（康子の母・25年前の「世田谷質店夫婦殺し」被害者） - 高倉亜樹

第6作「死海の伏流」（2012年）
- 八切亜希（大手出版社の編集者） - 比嘉愛未
- 女神麻耶（人気ミステリー作家） - 雛形あきこ
- 新城沙衣子（新城の妻・陶芸家） - 森脇英理子
- 一路京介（麻耶のマネージャー） - 田中幸太朗
- 外浦勝範（タクシードライバー・過去に婦女暴行で服役） - 浜田学
- 八切美樹（亜希の姉・高級ホテルのソーシャルディレクター） - 松本若菜
- 西岡（刑事課長） - 長谷川公彦
- 田辺（刑事） - 柾賢志
- キャスター - 志村梨緒
- 秋沢省吾（評論家） - 寺泉憲
- 新城隆明（挿絵画家） - 杉本哲太

第7作「棟居刑事の夜の虹」（2014年）
- 蔵方江梨香（蔵方の妻） - 原史奈（少女期：三本采香）
- 重松初音（ルリの継母・ピアニスト） - 三浦理恵子
- 百瀬真帆（モデル） - 原幹恵
- 黒瀬七波（蔵方の秘書） - 三津谷葉子（少女期：甲斐恵美利）
- 美川光弘（プロゴルファー・真帆の婚約者） - 姜暢雄
- 重松ルリ（蔵方の孫娘） - 本田望結
- 蔵方隆一郎（実業家・日本のホテル王） - 竜雷太
- 永川（警視庁奥多摩警察署 警部） - 梨本謙次郎
- 浦辺（刑事） - 島津健太郎
- 刑事 - 永井努、佐藤裕、日向丈、二反田雅澄
- 山口（刑事） - 菊田大輔
- 有村たみ子（施設「Mond Granz」院長） - 阿部朋子
- 鑑識 - 川並淳一
- 渡辺進（江梨香の父・ワタシン電工製作所 元社長・故人） - 児島功一
- 渡辺ミチル（江梨香の母・「青い鳥塾」元経営者・故人） - 松沢有紗

第8作「棟居刑事の黒い祭」（2015年）
- 芦原涼香（市川アニマル医院 受付・神林一子の友人） - 平愛梨
- 夏目初子（百瀬うのの隣人で義理の孫・ジャズバー「ジョゼファ」ママ・芸名「金髪フィーリア」） - 加藤夏希（幼少期：庄司風花）
- 寺田亜由美（市川アニマル医院 看護師・神林一子の旧友） - 上野なつひ
- 大瀬千穂（スーパー「世田谷マート オオセ」副店長） - 吉井怜（幼少期：鎌田琥珀）
- 市川貴之（亜由美の新郎・市川アニマル医院 院長） - 竹財輝之助
- 大瀬進（千穂の夫・「世田谷マート オオセ」店長） - 山中聡
- 木原早苗（千穂の妹・ジャズバー「ジョゼファ」店員） - 滝裕可里（幼少期：大和田小巴音）
- 高倉哲二（市川の山岳部の先輩・初子の遠縁・元暴力団組員） - 木下ほうか
- 可児保（偽名「蛯名豊」） - 堀内正美
- 百瀬うの（ヤクザの組長の元妻） - 田島令子
- 坊条（大阪府警察 警部） - 藤堂新二
- 寺田幸造（亜由美の父） - 坂田雅彦
- 岩崎（警視庁羽澄警察署 刑事） - 寺十吾
- 久保田（警視庁羽澄警察署 刑事） - 中野英樹
- 田宮サキ（警視庁羽澄警察署 刑事） - 山崎真実
- 百瀬家の近隣住民 - 原扶貴子
- 北見（医師） - 越村友一
- 警視庁羽澄警察署 刑事 - 稲輪吉泰、竹井洋介
- 羽澄市民病院 外科医 - 石井一彰
- 主婦 - 植本さおり
- 芦原花（涼香の娘） - 平手彩羽
- 男の子 - 小田陽翔

第9作「棟居刑事の偽完全犯罪」（2016年）
- 檜山麗子（作家・伸江の高校時代の友人） - 浅見れいな（高校生：高橋春織）
- 水野伸江（河上の同棲相手・元スーパーのパート） - 柴本幸（高校生：中川真桜）
- 高梨みどり（旅行代理店「隼ツーリスト」社員・東西四季観光 総務部 元社員） - 大塚千弘
- 小幡明彦（文宝出版 編集者） - 葛山信吾
- 河上辰男（フリージャーナリスト・「北山ハイツ」101号室の入居者） - 金子昇
- 福永孝則（警視庁目黒西警察署 刑事第二課 刑事） - 天宮良
- 藤堂省造（東西四季観光 専務） - 片岡弘鳳
- 村井豊（刑事） - 草薙仁
- 勝呂肇（伸江と麗子の高校の同級生） - 足立智充
- 瀬尾（神奈川県警相模原西警察署 刑事） - 諏訪太朗
- 有本昌良（河上の大学時代の友人） - 阿部薫
- 長峰春夫（自営業・偽の檜山麗子に3万円を貸す） - 井上肇
- 水野健治（伸江の父・故人） - 河屋秀俊
- 装丁デザイナー - 羽室満
- 宮原晋吾（警視庁目黒西警察署 刑事） - 中野剛
- 吉川珠美（「ペットのサロン吉川」経営者） - 川俣しのぶ
- 刑事 - 小村裕次郎
- 金森勇祐（警視庁目黒西警察署 鑑識係） - 橋本拓也
- 文宝出版 編集長 - 瀬戸将哉
- 「北山ハイツ」の近所の主婦 - 植本さおり
- 高梨みどりの目撃者 - 大草理乙子
- 「北山ハイツ」の近隣住民 - 大嶋守立
- 雑貨店員 - 河野マサユキ
- 吉住（スーパー店長） - ふるごおり雅浩
- 東西四季観光 秘書 - 西辻こずえ
- 箱根旅館「おかだ」仲居 - 真下有紀、岡村多加江、星野美穂
- 乙広諒（警視庁目黒西警察署 鑑識係） - 稲輪吉泰
- 刑事 - 関口あきら
- 牧田康次朗（箱根旅館「おかだ」支配人） - 大出俊

第10作「棟居刑事の凶縁」（2017年）
- 尾崎祥子（尾崎の妻・神林一子のアルバイト先のチーフ） - 真飛聖
- 品川春奈（品川の娘・宝飾デザイナー・別名「遊子」） - 松山メアリ
- 夏沢美加（夏沢の娘・作家志望でペンネーム「月城美加」・神林一子のアルバイト仲間・現金強盗事件の通報者） - 岡本玲
- 秋場幸司（フリーター・尾崎良男と秋場早苗の息子） - 細田善彦
- 後藤久志（フリーター・現金強盗犯・アパート「嶋中荘」102号室の入居者） - 遠藤雄弥
- 深尾正臣（バーテンダー・別名「遊太郎」・美加のマンションの隣人） - 武田航平
- 品川雄治（品川総合病院 院長・「秀才三羽烏」の一人） - 堀部圭亮（25年前：鈴木達也）
- 夏沢裕樹（作家・「秀才三羽烏」の一人） - マギー（25年前：渡部大稀）
- 尾崎良男（大手外食チェーン「ビズダイナー」新宿本店 店長代理） - 矢柴俊博
- 立岡啓吾（大手外食チェーン「ビズダイナー」新宿本店 店長・「秀才三羽烏」の一人） - 大浦龍宇一（25年前：鈴木知尋）
- 尾崎希望（尾崎と祥子の息子・実父は立岡啓吾） - 水石亜飛夢
- 見川アイ子（新宿東警察署 刑事） - 黒川智花
- 小宮山（刑事） - 剛州
- 熊谷（刑事） - 板垣雄亮
- 木元（東多摩川警察署 刑事） - 小手伸也
- 中嶋志ず（アパート「嶋中荘」の大家） - 亀岡園子
- 大山（25年前の交通事故を見たばっちゃん） - 鈴木雅
- 小菅千恵（大山の孫娘） - 近野成美
- 尾崎あゆみ（尾崎と祥子の娘・希望の妹） - 小川原沙紀
- 羽澄峠の高台で風で帽子を飛ばされた女の子 - 平手彩羽
- 大貫（日曜大工屋 店主） - 竹本純平
- 鑑識官 - 関野昌敏、貴堂寛之
- 野際（野際医院 医師） - 羽室満
- 秋場早苗（25年前の1992年1月15日 交通事故で死亡後 羽澄峠に埋められる → 神林一子が白骨遺体で発見） - 椿弓里奈
- 喫茶店のマスター - 稲輪吉泰
- 珈琲亭「ルアン」マスター - 小倉一郎

第11作「棟居刑事の黒い絆」（2019年）
- 佐倉弥生（Bar「シェトワ」ママ・1年前に夫の臼木を殺害） - 酒井美紀
- 古田弓子（古田の妻） - 篠原ゆき子
- 芳賀明（カメラマン・美緒の同居相手） - 鳥羽潤（高校3年生：秋谷柊弥）
- 古田純一（契約社員） - 黄川田将也（高校3年生：水瀬慧人）
- 岩松達也（Bar「シェトワ」バーテンダー） - 芹澤興人（高校3年生：菅野利拓）
- 臼木陽兵（小説家・1年前死亡） - みのすけ
- 島村雅恵（弁護士） - 大沢逸美
- 山下美緒（大学生） - 藤井武美
- 古田功（純一の父） - 及川いぞう
- 古田茂子（純一の母） - 稲川実代子
- 村岡幸子（静岡県立嶺善高等学校 教頭） - 三鴨絵里子
- 末元真美子（静岡県立嶺善高等学校 美術教師） - 飯野めぐみ（高校3年生：阿蘇小百合）
- マンション「Royal Garden」管理人 - 近江谷太朗
- 増成正彦（築地中央警察署 刑事） - 真山明大
- 池亀章一（築地中央警察署 刑事） - 阿部岳明
- タクシードライバー - 草薙仁
- 栗橋勉（興和製作所 従業員・後藤龍雄の高校時代の同級生） - 谷手人
- 後藤龍雄（20年前事故死） - 髙橋里恩
- 近藤美和（Bar「シェトワ」ホステス） - 橘美緒
- 警察官 - 岡本智礼
- 鑑識官 - 池田和樹
- 倉庫管理会社の社員 - 稲輪吉泰
- 記者 - 小川紘司、山際絵礼奈
- 刑事 - 宮菜穂子、伊豆義継、松元飛鳥、高田健一
- 釣り人 - 荒谷清水

#### スタッフ（東山紀之版）
- 原作 - 森村誠一
- 脚本 - 坂田義和、長坂秀佳、吉本昌弘
- 音楽 - 櫻井真一
- 監督 - 岡本弘、松原信吾、村川透
- エグゼクティブプロデューサー - 内山聖子[注 8]（テレビ朝日）
- 現プロデューサー - 山川秀樹（テレビ朝日 / 第11作）、佐藤毅（東宝映画 / 第11作）
- 旧プロデューサー
  - テレビ朝日 - 松本基弘（第1作）、高橋浩太郎（第2作 - 第10作）
  - 東宝 - 山内章弘（第1作）、砂原博泰（第1作・第2作）、塚田泰浩（第2作 - 第5作）、佐藤毅（第3作 - 第5作）、阿部謙三（第6作 - 第10作）、山﨑倫明（第7作・第8作）、馬場千晃（第9作・第10作）
- 制作 - テレビ朝日、東宝

#### 放送日程（東山紀之版）
- 第11作は当初は2019年1月20日に放送予定だったが、18分枠拡大の上、『追悼特別番組 市原悦子さんを偲んで 家政婦は見た!25』に変更となった。

| 話数 | 放送日         | サブタイトル                         | 原作                   | 脚本     | 監督     | 視聴率 |
| ---- | -------------- | ------------------------------------ | ---------------------- | -------- | -------- | ------ |
| 1    | 2005年01月29日 | 棟居刑事の捜査ファイル・ガラスの恋人 | 「ガラスの恋人」       | 坂田義和 | 岡本弘   | 13.6%  |
| 2    | 2007年02月10日 | 棟居刑事の純白の証明                 | 「純白の証明」         | 坂田義和 | 松原信吾 | 13.0%  |
| 3    | 2008年11月08日 | 棟居刑事の青春の雲海                 | 「青春の雲海」         | 長坂秀佳 | 村川透   | 15.1%  |
| 4    | 2009年11月21日 | 棟居刑事の黙示録                     | 「棟居刑事の黙示録」   | 長坂秀佳 | 村川透   | 11.6%  |
| 5    | 2011年07月30日 | 背徳の詩集                           | 「背徳の詩集」         | 長坂秀佳 | 村川透   | 16.1%  |
| 6    | 2012年11月24日 | 死海の伏流                           | 「死海の伏流」         | 長坂秀佳 | 村川透   | 15.0%  |
| 7    | 2014年02月08日 | 棟居刑事の夜の虹                     | 「夜の虹」             | 長坂秀佳 | 村川透   | 14.9%  |
| 8    | 2015年03月14日 | 棟居刑事の黒い祭                     | 「棟居刑事の黒い祭」   | 長坂秀佳 | 村川透   | 13.0%  |
| 9    | 2016年04月23日 | 棟居刑事の偽完全犯罪                 | 「偽完全犯罪」         | 坂田義和 | 村川透   | 12.2%  |
| 10   | 2017年09月28日 | 棟居刑事の凶縁                       | 「棟居刑事の凶縁」     | 長坂秀佳 | 村川透   | 11.9%  |
| 11   | 2019年02月17日 | 棟居刑事の黒い絆                     | 「棟居刑事の複合遺恨」 | 吉本昌弘 | 村川透   |        |

- 視聴率はビデオリサーチ調べ、関東地区・世帯・リアルタイム。